# Andrés Lorenzo Ríos
Andrés Lorenzo Ríos (Capital Federal, Buenos Aires, 1 de agosto de 1989) es un futbolista argentino. Se desempeña como delantero y su actual club es Club Atlético Colegiales de la Primera B Nacional.

## Trayectoria
Debutó en River el 4 de marzo de 2007 en un partido derrota por 2 a 1 frente a Argentinos Juniors. Marcó su primer gol contra Vélez Sársfield en la goleada del equipo Millonario por 5-0. El segundo ante Rosario Central en el empate 3-3 en el Apertura 2007. También convirtió un importante gol ante Botafogo por la Copa Sudamericana 2007 venciendo por 4-2. Este resultado le dio el pase a River a los cuartos de final.
En el torneo Apertura 2008 vuelve a convertir contra Rosario Central en una victoria 2-0. En el mismo torneo marcó con una tijera voladora contra Vélez Sárfield, en un partido terminado con el resultado de 2-1 abajo para los de Núñez.
En 2011, luego de su paso por el Wisła Cracovia de Polonia, en River Plate concretó el séptimo gol de una goleada histórica sobre Atlanta, siendo el resultado final del partido de 7-1.
En diciembre de 2012 se confirmó su transferencia al Deportivo Cuenca para cubrir la salida de su compatriota Pablo Vázquez, equipo que pertenece a la Primera División de Ecuador. Es aquí donde se vuelve el principal goleador del equipo y empieza a encabezar la lista de los goleadores de la  Serie A de Ecuador.
El 7 de enero de 2014, el Club América, anunció oficialmente el fichaje de Ríos, después de rescindir su contrato con el equipo argentino River Plate.
El 8 de marzo de 2014, Ríos anotó su primer gol con el Club América pero las águilas cayeron 2-4 en casa contra el Club Santos Laguna.
Durante el draft 2014 del fútbol mexicano, el 4 de junio, se anunció oficialmente el traspaso de Ríos en calidad de préstamo al club Leones Negros de la U. de G.
En el 2016 pasó a Defensa y Justicia de Argentina. En julio de 2017 se confirma su traspaso al Vasco da Gama de Brasil. En 2019, pasó a Racing a préstamo por un año y medio. En su debut el 14 de febrero convirtió un gol en el empate contra Corinthians por la Copa Sudamericana. Ese mismo año fue transferido a San Jose Earthquakes de la Major League Soccer donde jugaría hasta el 2022, marcando 6 goles en 66 partidos.
El 2022 a costo libre firma con Club Atlético Aldosivi donde estaría los dos primeros tercios del año, ese mismo año regresaría a Club Social y Deportivo Defensa y Justicia.
El 23 de diciembre de 2023 fue anunciado como nuevo jugador del Deportivo Táchira Fútbol Club.

## Selección nacional
Viajó a Venezuela para disputar el Campeonato Sudamericano Sub-20 de 2009. Lamentablemente, Argentina, con Sergio “el Checho” Batista como director técnico, no logró la clasificación para la Copa Mundial de Fútbol Sub-20 de 2009.

## Estadísticas
Actualizado al último partido jugado el 28 de julio de 2023.
| Club                          | Temporada           | Div.                | Liga | Liga | Liga | Copas Nacionales | Copas Nacionales | Copas Nacionales | Copas Int. | Copas Int. | Copas Int. | Total | Total | Total |
| Club                          | Temporada           | Div.                | PJ   | G    | A    | PJ               | G                | A                | PJ         | G          | A          | PJ    | G     | A     |
| ----------------------------- | ------------------- | ------------------- | ---- | ---- | ---- | ---------------- | ---------------- | ---------------- | ---------- | ---------- | ---------- | ----- | ----- | ----- |
| River Plate Argentina         |                     |                     |      |      |      |                  |                  |                  |            |            |            |       |       |       |
| 2006/07                       | 1.ª                 | 8                   | 0    | 0    | 0    | 0                | 0                | 5                | 1          | 0          | 13         | 1     | 0     |       |
| 2007/08                       | 1.ª                 | 11                  | 2    | 2    | 0    | 0                | 0                | 2                | 1          | 1          | 13         | 3     | 3     |       |
| 2008/09                       | 1.ª                 | 14                  | 2    | 0    | 0    | 0                | 0                | —                | —          | —          | 14         | 2     | 0     |       |
| 2009/10                       | 1.ª                 | 4                   | 0    | 0    | 0    | 0                | 0                | —                | —          | —          | 4          | 0     | 0     |       |
| Total                         | Total               | 37                  | 4    | 2    | 0    | 0                | 0                | 7                | 2          | 1          | 44         | 6     | 3     |       |
| Wisła Cracovia · Polonia      |                     |                     |      |      |      |                  |                  |                  |            |            |            |       |       |       |
| 2010/11                       | 1.ª                 | 17                  | 1    | 2    | 4    | 0                | 0                | —                | —          | —          | 21         | 1     | 2     |       |
| Total                         | Total               | 17                  | 1    | 2    | 4    | 0                | 0                | —                | —          | —          | 21         | 1     | 2     |       |
| River Plate Argentina         |                     |                     |      |      |      |                  |                  |                  |            |            |            |       |       |       |
| 2011/12                       | 2.ª                 | 14                  | 1    | 0    | 4    | 0                | 0                | —                | —          | —          | 18         | 1     | 0     |       |
| Total                         | Total               | 14                  | 1    | 0    | 4    | 0                | 0                | —                | —          | —          | 18         | 1     | 0     |       |
| Deportivo Cuenca · Ecuador    |                     |                     |      |      |      |                  |                  |                  |            |            |            |       |       |       |
| 2012/13                       | 1.ª                 | 40                  | 22   | 8    | 0    | 0                | 0                | —                | —          | —          | 40         | 22    | 8     |       |
| Total                         | Total               | 40                  | 22   | 8    | 0    | 0                | 0                | —                | —          | —          | 40         | 22    | 8     |       |
| América · México              | 2014                | 1.ª                 | 12   | 2    | 1    | —                | —                | —                | —          | —          | —          | 12    | 2     | 1     |
| América · México              | Total               | Total               | 12   | 2    | 1    | —                | —                | —                | —          | —          | —          | 12    | 2     | 1     |
| Leones Negros · México        | 2014/15             | 1.ª                 | 19   | 1    | 1    | 3                | 0                | 0                | —          | —          | —          | 22    | 1     | 1     |
| Leones Negros · México        | Total               | Total               | 19   | 1    | 1    | 3                | 0                | 0                | —          | —          | —          | 22    | 1     | 1     |
| Defensa y Justicia Argentina  |                     |                     |      |      |      |                  |                  |                  |            |            |            |       |       |       |
| 2016                          | 1.ª                 | 10                  | 0    | 0    | 1    | 1                | 0                | —                | —          | —          | 11         | 1     | 0     |       |
| 2016/17                       | 1.ª                 | 24                  | 7    | 0    | 1    | 1                | 0                | 3                | 0          | 1          | 28         | 8     | 1     |       |
| Total                         | Total               | 34                  | 7    | 0    | 2    | 2                | 0                | 3                | 0          | 1          | 39         | 9     | 1     |       |
| Vasco da Gama · Brasil        | 2017                | 1.ª                 | 16   | 3    | 1    | 0                | 0                | 0                | 0          | 0          | 0          | 16    | 3     | 1     |
| Vasco da Gama · Brasil        | 2018                | 1.ª                 | 28   | 7    | 1    | 14               | 5                | 0                | 12         | 0          | 2          | 54    | 12    | 3     |
| Vasco da Gama · Brasil        | Total               | Total               | 44   | 10   | 2    | 14               | 5                | 0                | 12         | 0          | 2          | 70    | 15    | 4     |
| Racing Club Argentina         | 2019                | 1.ª                 | 2    | 0    | 0    | 1                | 0                | 0                | 2          | 1          | 0          | 5     | 1     | 0     |
| Racing Club Argentina         | Total               | Total               | 2    | 0    | 0    | 1                | 0                | 0                | 2          | 1          | 0          | 5     | 1     | 0     |
| San Jose Estados Unidos       | 2019                | 1.ª                 | 10   | 1    | 0    | —                | —                | —                | —          | —          | —          | 10    | 1     | 0     |
| San Jose Estados Unidos       | 2020                | 1.ª                 | 5    | 1    | 1    | —                | —                | —                | —          | —          | —          | 5     | 1     | 1     |
| San Jose Estados Unidos       | 2020                | 1.ª                 | 20   | 4    | 1    | —                | —                | —                | —          | —          | —          | 20    | 4     | 1     |
| San Jose Estados Unidos       | 2021                | 1.ª                 | 31   | 0    | 0    | —                | —                | —                | —          | —          | —          | 31    | 0     | 0     |
| San Jose Estados Unidos       | Total               | Total               | 66   | 6    | 2    | —                | —                | —                | —          | —          | —          | 66    | 6     | 0     |
| Aldosivi Argentina            | 2022                | 1.ª                 | 14   | 1    | 0    | 2                | 0                | 0                | —          | —          | —          | 8     | 1     | 0     |
| Aldosivi Argentina            | Total               | Total               | 14   | 1    | 0    | 2                | 0                | 0                | —          | —          | —          | 16    | 1     | 0     |
| Defensa y Justicia Argentina  | 2022                | 1.ª                 | 9    | 2    | 1    | 1                | 0                | 0                | 0          | 0          | 0          | 10    | 2     | 1     |
| Defensa y Justicia Argentina  | 2023                | 1.ª                 | 8    | 0    | 0    | 5                | 0                | 0                | 1          | 0          | 0          | 14    | 0     | 0     |
| Defensa y Justicia Argentina  | Total               | Total               | 17   | 2    | 1    | 6                | 0                | 0                | 1          | 0          | 0          | 24    | 2     | 1     |
| Deportivo Táchira · Venezuela | 2024                | 1.ª                 | 27   | 1    | 1    | 0                | 0                | 0                | 3          | 0          | 0          | 31    | 1     | 2     |
| Deportivo Táchira · Venezuela | Total               | Total               | 27   | 1    | 2    | 1                | 0                | 0                | 3          | 0          | 0          | 31    | 1     | 2     |
| Total en su carrera           | Total en su carrera | Total en su carrera | 364  | 49   | 19   | 29               | 7                | 0                | 26         | 3          | 4          | 394   | 68    | 27    |

## Palmarés

### Campeonatos nacionales
| Título             | Club              | País      | Año     |
| ------------------ | ----------------- | --------- | ------- |
| Primera División   | River Plate       | Argentina | C-2008  |
| Ekstraklasa        | Wisła Cracovia    | Polonia   | 2010/11 |
| Primera B Nacional | River Plate       | Argentina | 2011/12 |
| Primera División   | Racing Club       | Argentina | 2018/19 |
| Torneo Clausura    | Deportivo Táchira | Venezuela | 2024    |
| Primera División   | Deportivo Táchira | Venezuela | 2024    |